# Wątłe Błota
Wątłe Błota – nieoficjalna nazwa części wsi Siemyśl w północno-zachodniej Polsce położona w województwie zachodniopomorskim, w powiecie kołobrzeskim, w gminie Siemyśl.
W latach 1975–1998 miejscowość administracyjnie należała do województwa koszalińskiego.
Nazwę Wątłe Błota wprowadzono urzędowo w 1948 roku, zastępując poprzednią niemiecką nazwę Wilhelmsberg. Nazwa nie występuje na mapach, nazwy nie używa gmina.